# Хвощ большой
Хвощ большо́й (лат. Equisētum telmatēia ) — вид многолетних травянистых растений рода Хвощ семейства Хвощовые (Equisetaceae).

## Распространение и среда обитания
Североамериканско-европейский дизъюнктивный вид. Произрастает в Европе от юга Скандинавии до Средиземноморья и Крыма, на Кавказе и в Закавказье, в Северной Африке, в Северной Америке на Тихоокеанском побережье, в горах поднимается до среднего горного пояса, в Восточной Европе распространён только в Прибалтике, Карпатах, Молдавии, Белоруссии, на Украине.
Как правило, растёт в буковых и дубовых лесах, по опушкам в районах с относительно тёплым климатом.

## Ботаническое описание

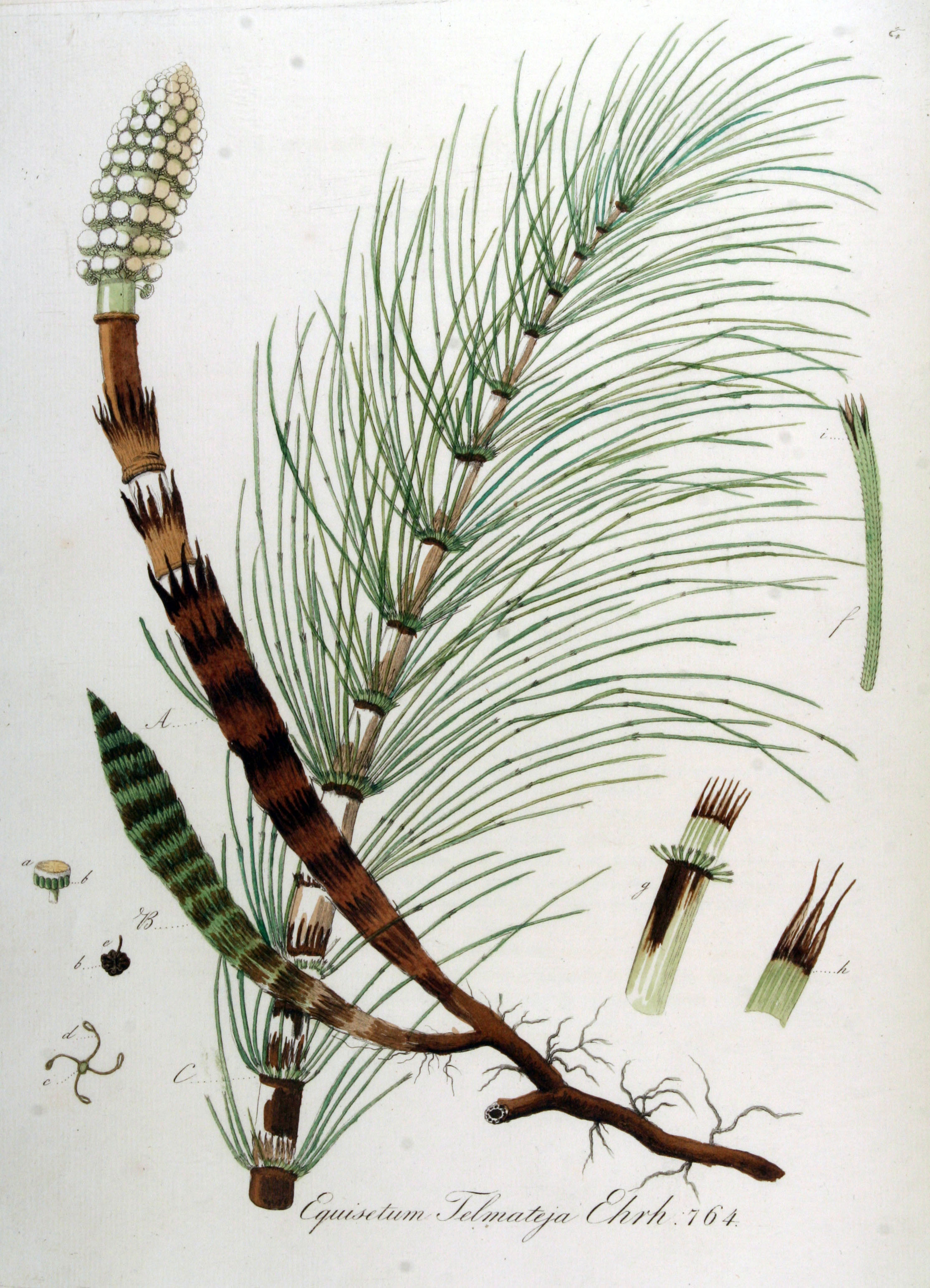

Многолетнее споровое растение. Отличается очень крупными для хвощей размерами (высота от 25 до 120 см). Благодаря сильно разветвлённому длинному корневищу, снабжённому многочисленными крахмалоносными клубеньками, хвощ большой образует значительные заросли.
Спороносные (весенние) стебли бурые, толстые, с влагалищами с 20—30 зубцами, неспороносные (летние) — зелёные, ветвистые, с большой центральной полостью; ветви простые, плотные, направленные косо вверх.
Спороносные колоски (стробилы) очень мощные — до 8 см в длину.
Спороносит в апреле. Размножение споровое и вегетативное.

### Химический состав
В растении обнаружены углеводы (глюкоза и фруктоза), дитерпеноиды, каротиноиды (в том числе α-, β- и γ-каротин, лютеин), алкалоиды, ароматические соединения, флавоноиды (в том числе кемпферол, кверцетин, госсипитрин), проантоцианидины. Надземная часть содержит никотин. В спорах найдены высшие жирные кислоты.

## Хозяйственное значение и применение
Отвар травы используют как диуретическое; наружно в виде компрессов как ранозаживляющее.
Молодые спороносные побеги съедобны. Побегами окрашивают шерсть по протраве.

## Охрана
Внесён в Красные книги Белоруссии, Латвии, Литвы, следующих субъектов России: Брянская область, Калининградская область, Ростовская область, Донецкая Народная Республика
и следующих областей Украины: Львовская область, Полтавская область, Ровенская область, Тернопольская область, Харьковская область.